# Oro romántico
Oro romántico es el nombre de un álbum recopilatorio del cantautor guatemalteco Ricardo Arjona, publicado el 20 de junio de 1995 por el sello de RODVEN. El álbum está compuesto de dos discos compactos con diez canciones cada uno, que recopilan las canciones de los dos primeros álbumes del artista (Déjame Decir Que Te Amo y Jesús, Verbo No Sustantivo).

## Lista de canciones

### Disco uno
1. «Jesús, verbo no sustantivo»
2. «Vete con el sol»
3. «Romeo y Julieta»
4. «Hay amor»
5. «Se ha ido el amor»
6. «Ladrón»
7. «Tú, mi amor»
8. «Fuego de juventud»
9. «Como hacer a un lado el pasado»
10. «Creo que se trata de amor»

### Disco dos
1. «Déjame decir que te amo»
2. «Hermanos del tiempo»
3. «Por que es tan cruel el amor»
4. «Uno + uno = Uno»
5. «Guerrero a su guerra»
6. «Por amor»
7. «Monotonía»
8. «Y ahora tú te me vas»
9. «Mañana»
10. «S.O.S. rescátame»